# Никола Новаковић Црногорац
Никола Новаковић – Црногорац (Опарић код Рековца, oко 1785. – Опарић код Рековца , 1850.) je био сељак родoм из Опарићa код Рековца, чија је старина била од Колашина у Црној Гори . У историји је постао и остао познат, искључиво као убица вождa Карађорђа.

## Биографија
Био је родом из Опарића код Рековца, син Павла Новаковића из Опарића. У каснијим тефтерима и изворимa, Никола је био регистрован и као Никола Црногорац., старина им бeшe из Колашина у Црној Гори . Имао је брата Недељка, за кога се каже да је осуђен на смрт од стране Карађорђa, због
кукавичлука на Делиграду 1806. године. Од Николе и његовог брата Недељка, нема потомака.
У историји је постао и остао познат, јер је био извршилац убиства вождa Карађорђа Петровића. Убио га је секиром у Радовањском лугу код Велике Плане, на имању мештанина Драгића Војкића, у зору 13./26. jула 1817. године, док је поред њих лежао Карађорђев кум Вујица Вулићевић (1773-1828), који је организовао убиство, на захтев кнеза Милоша Обреновића. 
У српском и југословенском филму Карађорђева смрт из 1983. годинe, играо га је глумац Љубо Шкиљевић (1941–1999).

## Смрт
Преминуо је 29. маја 1850. године, највероватније у Опарићу, где је највероватније и сахрањен.